# Raymond Etherington-Smith
Raymond Broadley Etherington-Smith (Putney, 11 de abril de 1877-Smithfield, 19 de abril de 1913) fue un deportista británico que compitió en remo. Participó en los Juegos Olímpicos de Londres 1908, obteniendo una medalla de oro en la prueba de ocho con timonel.

## Palmarés internacional
| Juegos Olímpicos | Juegos Olímpicos      | Juegos Olímpicos | Juegos Olímpicos |
| Año              | Lugar                 | Medalla          | Prueba           |
| ---------------- | --------------------- | ---------------- | ---------------- |
| 1908             | Londres (Reino Unido) | Medalla de oro   | Ocho con timonel |